# Marie-José Simoen
 (février 2024).
Si vous disposez d'ouvrages ou d'articles de référence ou si vous connaissez des sites web de qualité traitant du thème abordé ici, merci de compléter l'article en donnant les références utiles à sa vérifiabilité et en les liant à la section « Notes et références ».
Marie-José, baronne Simoen, née le 3 janvier 1943 à Wezembeek en Belgique, a été secrétaire générale du Fonds national de la recherche scientifique et des fonds associés de 1988 à 2008.

## Biographie
Elle est docteur en sciences politiques et droit international de l'Université de Lille. De 1988 à 2008, elle a été secrétaire générale du Fonds national de la recherche scientifique et des fonds associés. La Faculté universitaire de Gembloux et l’Université de Liège lui ont décerné le titre de docteur honoris causa.
Elle a été élue membre  de l'Académie royale des sciences, des lettres et des beaux-arts de Belgique.
Elle a consacré l’ensemble de sa carrière à promouvoir la recherche et ses chercheurs, que ce soit dans la communauté scientifique belge ou à l’extérieur, ce qui lui a permis de participer aux travaux des grandes organisations de recherche européenne et internationale.
Mme Simoen a été nommée le 1er octobre 2008 administratrice déléguée du Collège Belgique de l'Académie Royale de Belgique.  

## Honneurs et Distinctions
- Docteur honoris causa de la Faculté des sciences agronomiques de Gembloux
- Docteur honoris causa de l'Université de Liège
- Chevalier de l'ordre national du Mérite français
- Chevalier de l’Ordre du Mérite de la République de Pologne
- Chevalier de la Légion d'honneur (France)
- Grand Officier de l'Ordre de Léopold

• Chevalier de l’Ordre du mérite de la République de Pologne
.  
Baronne 
- Membre  de l'Académie royale des sciences, des lettres et des beaux-arts de Belgique, élue le 29 mai 2009